# Sainte-Marie-au-pays-des-Hurons
Sainte-Marie-au-pays-des-Hurons (engl. Sainte-Marie among the Hurons, „Unsere Liebe Frau unter den Huronen“) war eine Missionsstation der Jesuiten in Wendake, dem Land der Wyandot, auch Huronen genannt, unweit des heutigen Midland in der kanadischen Provinz Ontario. Die Station an der Georgsbucht, einer großen Bucht des Huronsees, bestand von 1639 bis 1649 und stellt die erste nichtindianische Siedlung in der Provinz dar. Bekannt wurde die Station durch ein Massaker an den Huronen durch Irokesen, bei dem auch acht Jesuiten ums Leben kamen.
An Stelle der niedergebrannten Missionsstation entstand ein sogenanntes „lebendes Museum“, in dem Laien versuchen, durch Kleidung und Raumausstattung sowie entsprechende Darbietungen einen Eindruck vom Leben in einer Missionsstation des 17. Jahrhunderts zu vermitteln.

## Geschichte

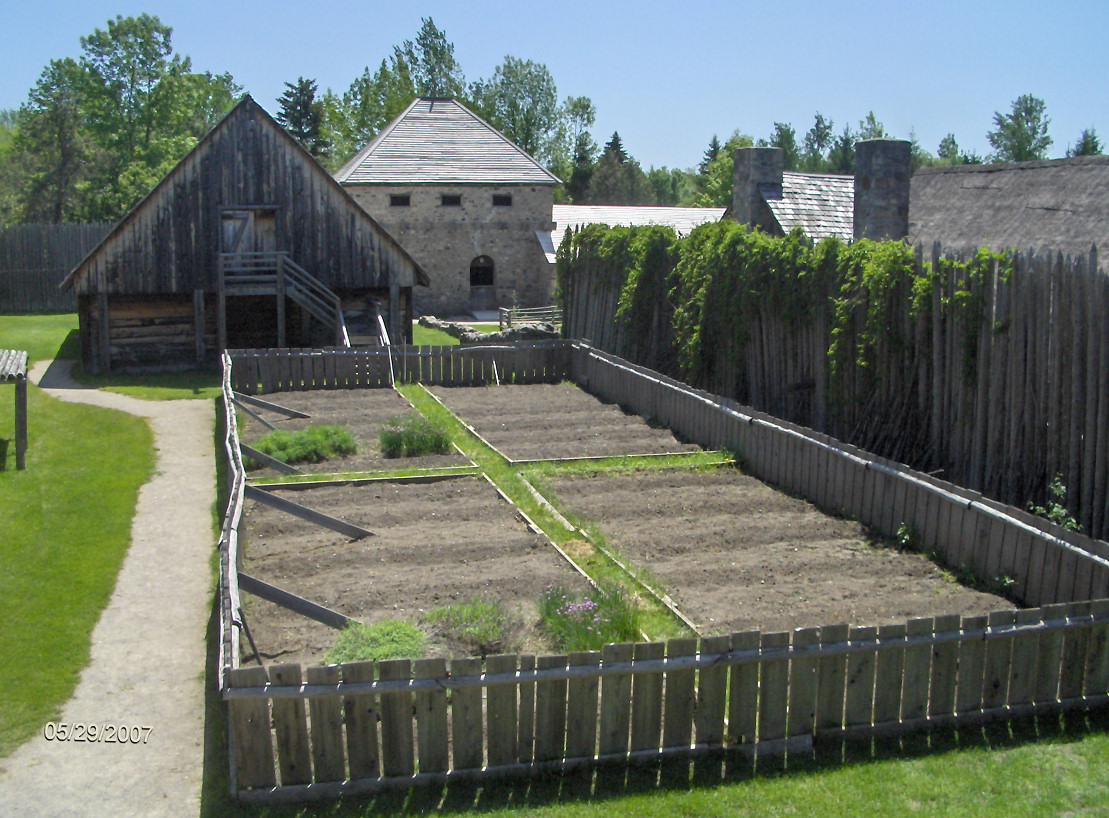
Kräutergarten und Speicher

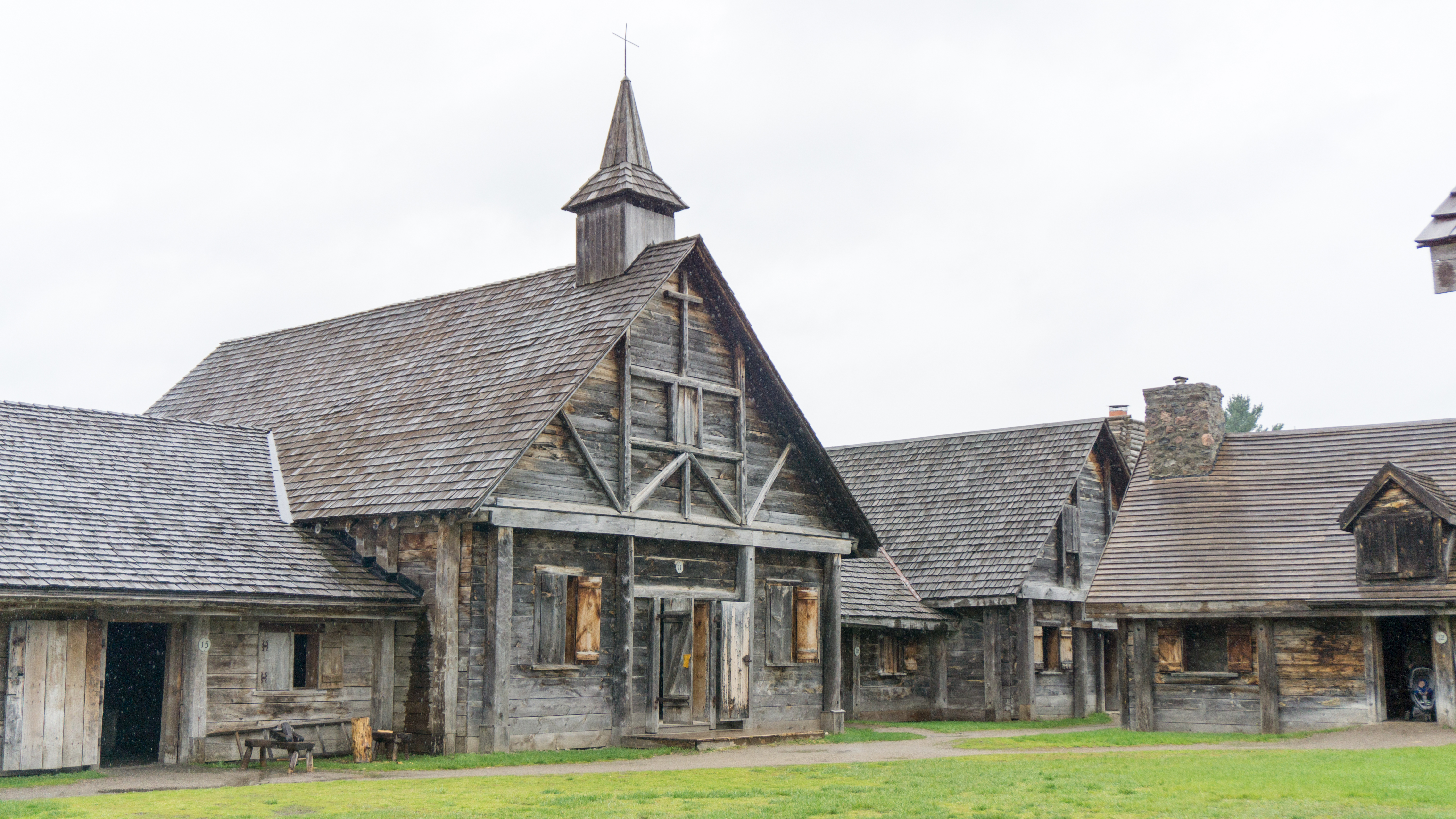
Kapelle

Die Franzosen in Neufrankreich waren fast von Anfang an mit den Huronen oder Wyandot verbündet, die seit langer Zeit mit der Irokesenliga verfeindet waren. So sahen die Jesuiten eine günstige Gelegenheit, unter den Huronen zu missionieren. Dazu richteten sie beim Huronendorf Quieunonascaranas eine Missionsstation ein, die von Häuptling Auoindaon gefördert wurde. Im November 1639 errichteten 18 Missionare eine notdürftige Unterkunft aus Zypressenständern mit einem Birkendach. Die Wände wurden mit Lehm abgedichtet. Charles Boivin, der Zimmermann, baute eine Kapelle, eine Schmiede und eine Küche sowie weitere Klostergebäude.
In der Station lebten nicht nur Jesuiten, sondern auch Laienbrüder und Engagés, meist Nachkommen von Franzosen und Indianerinnen, häufig aber auch Schuldknechte aus Frankreich, die die Kosten ihrer Überfahrt abarbeiten mussten. Die Jesuiten bemühten sich, die Sprache der Huronen zu lernen, und adaptierten die Legenden und Aufführungen an die lokalen Verhältnisse. Der hl. Jean de Brébeuf (1593 bis 1649, Leiter der Missionsstation bis 1638) verfasste beispielsweise das sogenannte Huron Carol, ein Weihnachtslied. Es ist das älteste kanadische Weihnachtslied und wurde in der irokesischen Sprache der Huronen geschrieben, in der es Jesous Ahatonhia hieß, „Jesus ist geboren“.
Normalerweise hielten sich keine Soldaten oder Milizionäre in der Station auf, da die Jesuiten ihren schlechten Einfluss fürchteten. Die Huronen ihrerseits waren über die Rolle der Jesuiten offenbar verschiedener Meinung. Besonders nachdem P. de Brébeuf von der erfolglosen Missionierung der Petun oder Neutralen zurückkehrte, gewann er einen Teil der Huronen als Konvertiten. Damit separierten sie sich von den Traditionalisten, die sich von den Jesuiten fernhielten, zumal diesen nachgesagt wurde, dass sie schwere Krankheiten bei ihnen einschleppten, wie die Pocken.

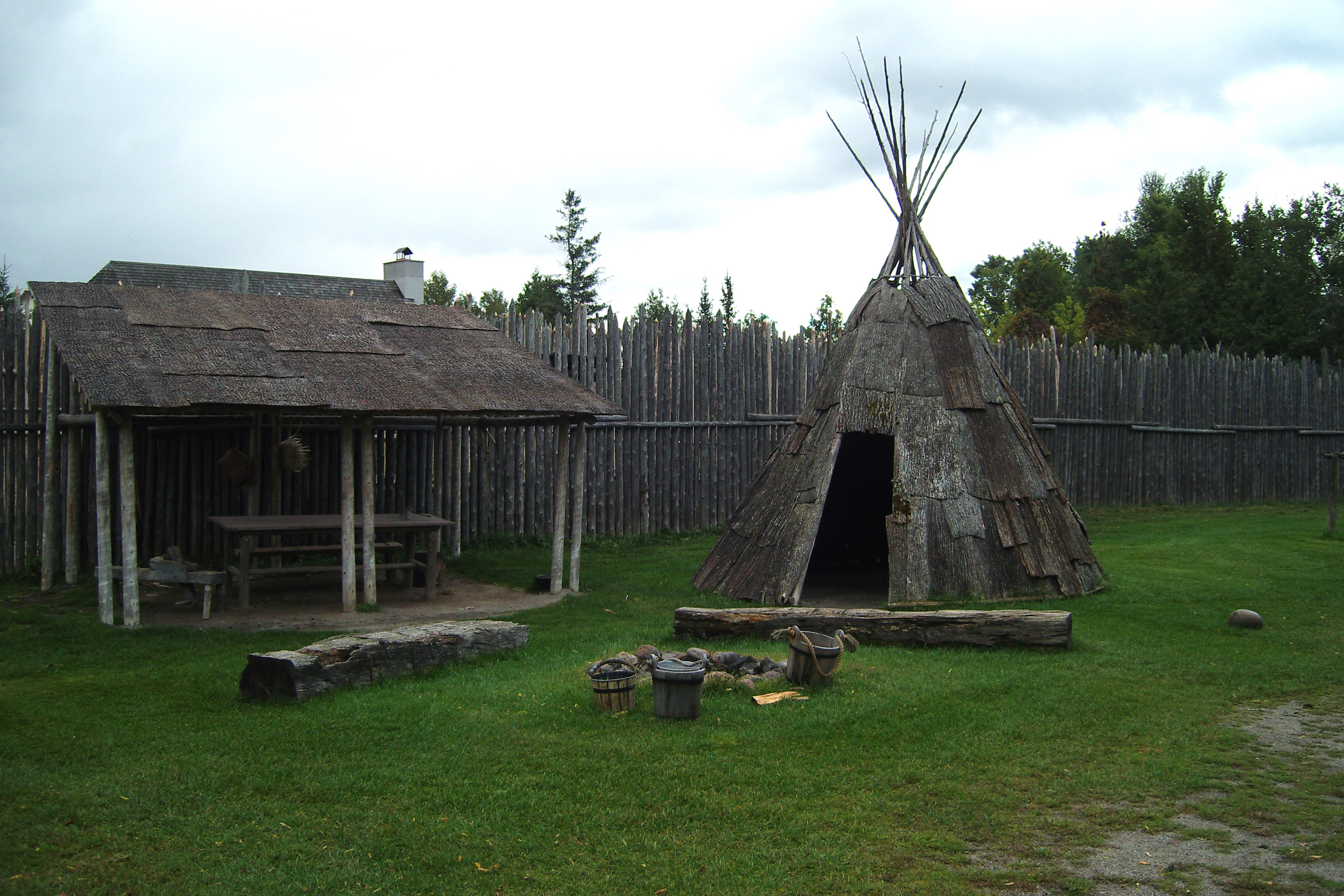
Mit Rinde verkleidetes Zelt

Mit dem Aufflackern des Krieges gegen die Irokesenliga, speziell gegen die Seneca, kam es zu einem Vernichtungsfeldzug, der die Huronen beinahe auslöschte. Acht der Missionare kamen in diesen Jahren ebenfalls ums Leben. Als sie die Station 1649 aufgeben mussten, legten sie selbst Feuer. Christophe Regnault erhielt die Aufgabe, die Reliquien der Märtyrer de Brébeuf und Lalemant auszugraben und in Sicherheit zu bringen.
Ein Versuch, eine zweite, besser zu verteidigende Missionsstation zusammen mit den Huronen zu gründen, scheiterte am strengen Winter und an den fortgesetzten Irokesenangriffen. Die als Sainte-Marie II bezeichnete Missionsstation auf Christian Island musste ebenfalls aufgegeben werden. 
1844 führte der Jesuitenpater Pierre Chazelle erste Ausgrabungen durch, die Félix Martin 1855 fortsetzte. Doch erst 1940 kaufte der Orden das Land, und Kenneth Kidd vom Royal Ontario Museum führte die erste archäologische Grabung durch. 1954 wurden die Gräber der beiden Heiligen (seit 1930) Brébeuf und Lalemant wieder aufgefunden.
Seit 1920 gehört das Gebäudeensemble zu den National Historic Sites von Kanada. Es wurde inzwischen zum Museum ausgebaut und wird von Huronia Historical Parks geleitet. 1984 besuchte Papst Johannes Paul II. die Märtyrergräber.
Am 22. August 2006 wurde ein Teil der rekonstruierten Bauwerke von einem Feuer zerstört. Besonders betroffen waren die Kapelle, die Schmiede und die Tischlerei. 